# Hemmesdynge
Hemmesdynge är kyrkbyn i Hemmesdynge socken på Söderslätt i Trelleborgs kommun. Här ligger Hemmesdynge kyrka. Byns ägor sträcker sig ned till Östersjön. 

## Namnet Hemmesdynge
Namnet skrevs 1283 Hämminxdyngä. Efterleden innehåller dynga, 'hög' eller möjligen 'underjordiskt rum'. Förleden innehåller mansnamnet Hemming.
Stavningen av namnet Hemming har varierat, Hemmingsdynge finns belagt från 1283 och första kända användandet av nuvarande Hemmesdynge är från 1541. Vid storskiftet 1772 och enskiftet 1813  skrevs namnet officiellt som Hemmingsdynge liksom även på andra kartor så sent som i början på 1900-talet medan stavningen Hemmesdynge använts i kyrkliga handlingar från cirka 1820-talet och framåt. Även andra stavningar har förekommit, såsom Hemmetsdöng, Hiemmers Döinge och Hemmensdynge, dessa är dock sannolikt mera ett resultat av den tidens friare stavning.

## Fornlämningar
Vid den landsomfattande fornminnesinventeringen 1985 registrerades ett tiotal boplatser, lokaliseringen av dessa är dock osäker och baserades i huvudsak på uppgifter från fastighetsägarna. Inga ytterligare undersökningar har gjorts.
Från Lunds stifts landebok, ca. år 1569-1570, går det att sluta sig till att en gravhög, Bondehög, var belägen på Östra vången samt en dös, Näsdösen på Mellanvången . Båda dessa finns även  beskrivna i de s.k. Prästrelationerna från 1629 , Näsdösen anges dock ligga på Södra vången (se nedan under Storskifte).  Såväl gravhögen som dösen är numera utplöjda och borttagna. Skifteskartan redovisar en fast fornlämning på södra delen av Hemmesdynge, nära gränsen mot grannsocknen Östra Torp, vilket med stor sannolikhet bör vara Näsdösen (55°21′30″N 13°22′14″Ö / 55.35833°N 13.37056°Ö).

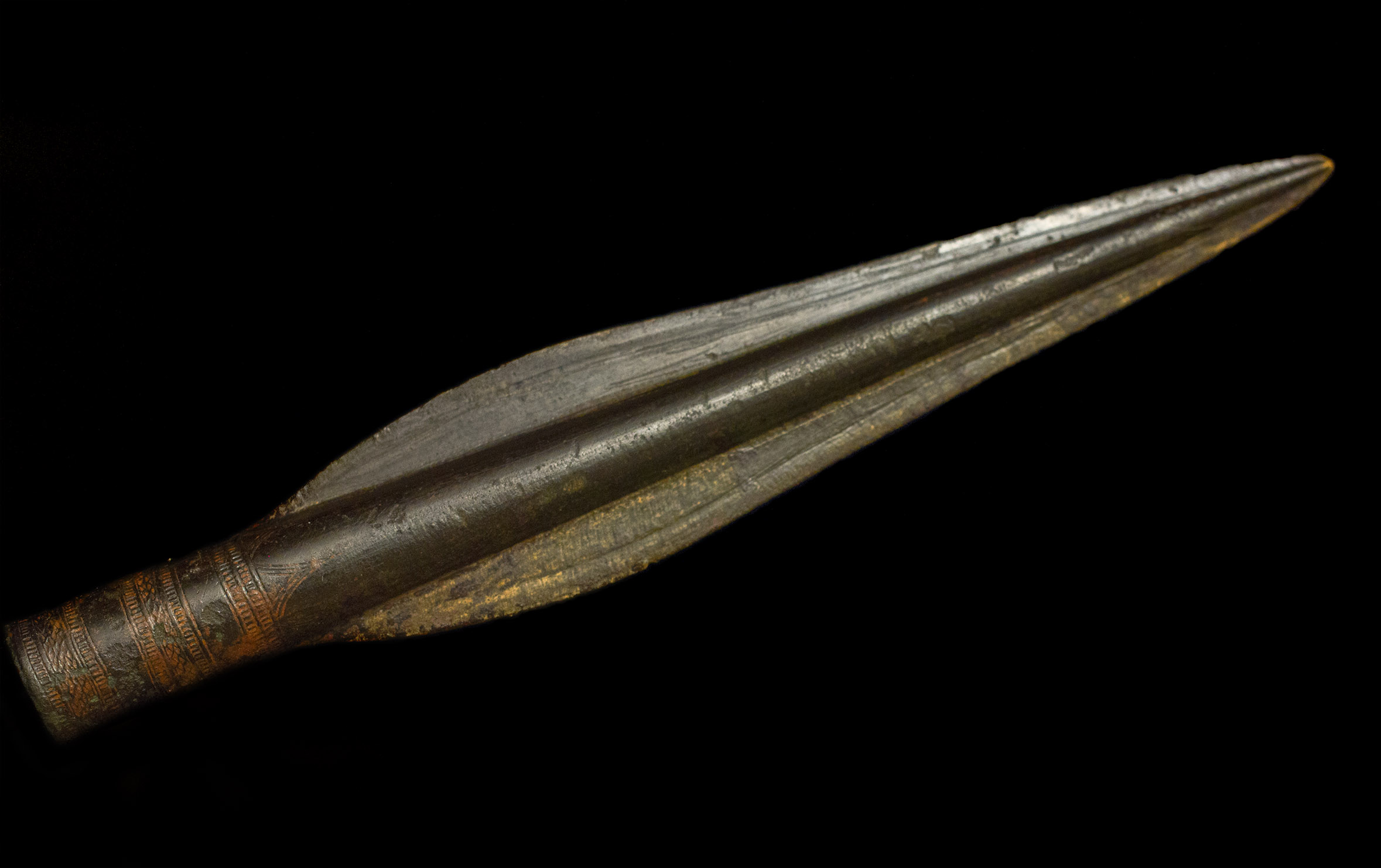
Bronsspjutspets funnen ca. 1930

Lösfynd i form av yxor, dolkar, spjut- och pilspetsar, skäror och skrapor huvudsakligen i flinta men även andra stenarter har gjorts. Fynden kan dateras från tidig jägarstenålder till bronsålder. Särskilt intressant är en bronsspjutspets hittad cirka 1930 som till form och storlek är identisk, endast skaftorneringen skiljer, med en spjutspets funnen 1924 i Sandby, Borrby s:n, Simrishamn 

## Jordreformer

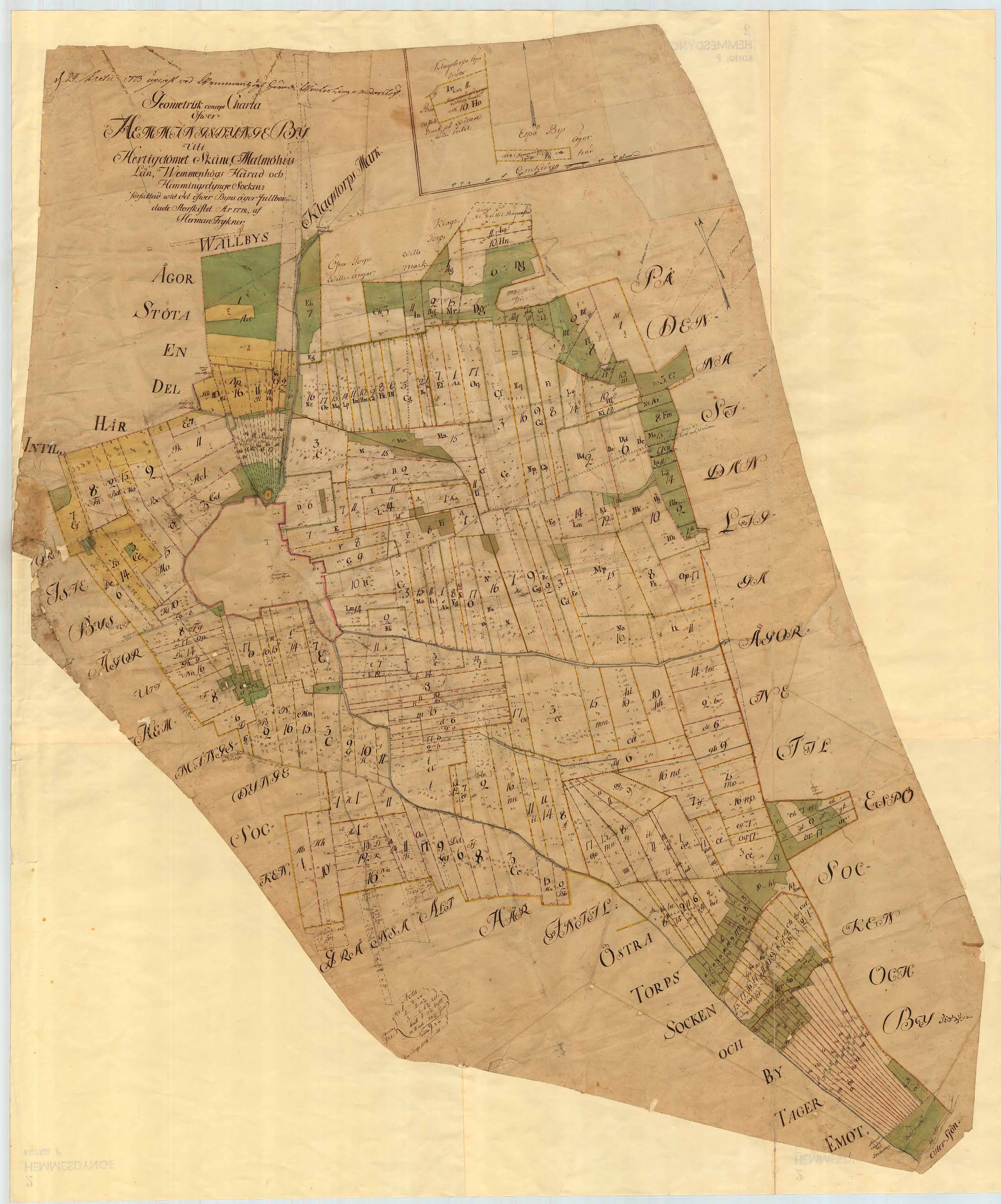
Karta Storskifte Hemmingsdynge by 1772

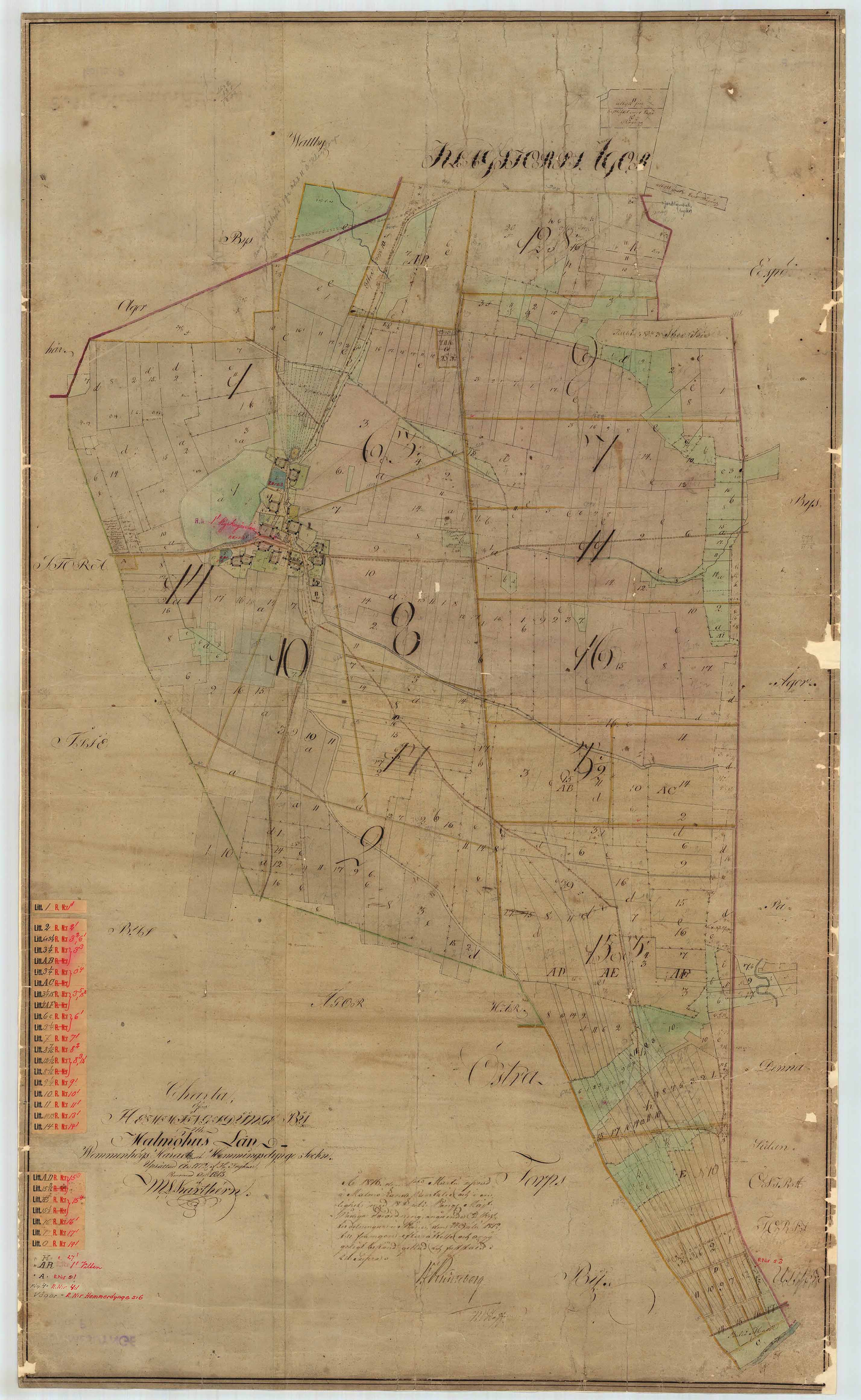
Karta Enskifte Hemmingsdynge 1813

### Storskifte
Storskifte av Hemmedynge by påbörjades 28 aug 1770 under ledning av lantmätare ingenjör Herman Frykner. Byns ägor var indelade i vångar: Östra, Västra  samt  en tredje vång som skrivs som "Södra eller Mellan Wången", om denna vång ursprungligen varit uppdelad i två vångar, Södra och  Mellan, som slagits samman eller om det är olika namn för samma vång är inte utrett. Vid det efterföljande Enskiftet används namnet Södra vången.  Byns ägor var fördelade på fjorton ägonummer: No.1-3, 6-12 och  14-17, de fyra kronohusen i byn blev  No. 4, 5, 19 och 20  och  klockarens bostad No.13.
Först att skiftas var Östra vången, därefter Västra och slutligen  Södra eller Mellan. Arbetet var omfattande och avslutades först hösten 1772. 
Ingen av delägarna i byn hade något att erinra mot storskiftesdelningen som därför fastställdes vid det efterföljande ”Wemmenhögs Härads Almännna Winterting uti Anderslöf” den 24 mars 1773. 
Den av lantmätare Herman Frykner upprättade kartan över storskiftet  kom sedan att användas som underlag vid det efterföljande enskiftet år 1812-1816. 

### Enskifte
Efter begäran av No. 11 och 16 utfärdades 3 juli 1812 ett förordnande om enskifte av dessa hemman. Lantmätare var  Magnus Lorens Karthérn. Ett första sammanträde den 2 november samma år fick dock inställas eftersom de ”väntat till klockan var 12 på dagen och ingen af de för detta Härads warende Gode män sig infant”.
Ett nytt sammanträde ägde rum den 15 juni 1813 vid vilket enskifte för hela byn beslutades efter det att samtliga åboar svarat ja på frågan om fler önskade få sina ägor enskiftade. Det  togs också beslut om att avsätta 16 kappland vid gränsen till Stora Isie by söder om sockenvägen som tomt för ett skolhus samt 12 kappland till tomt för fattighus. Även tre stycken ”wattningar” togs ut för gemensamt bruk. 
För att kunna bestämma vilka gårdar som skulle flyttas ut och vilka som skulle kvarstanna i byn gjordes en genomgång av byggnadernas skick och tomternas storlek och hur väl dessa var planterade. Resultatet blev att No. 1, 6, 8, 10, 14  jämte kronohusen och klockarehuset behöll sina boplatser  i byn, övriga gårdar flyttades ut. Tiden för att flytta ut gårdarna bestämdes till sex år. Prästgården, No. 1, som var belägen direkt väster om kyrkan, på den plats som nu är kyrkogård, fick omdömet ”rymlig tomt gode och förswarlig Åbyggnad af fyra Längor, mycken och wacker plantering” och behöll sin plats i byn och utflyttades först 1833 för att ge utrymme att utvidga kyrkogården västerut. 
Vid enskiftet samlades ägorna till varje ägonummer i ett skifte utom att varje nummer även fick en lott av den s.k. planteringen  längst i söder invid Östersjön. Själva strandområdet bevarades som gemensam mark. Rågångarna mot omgivande byar och socknar rätades ut samt att ett område vid norra rågången, kallat ”wille-marken”  tillhörigt No. 6 Östra Torp byttes mot motsvarande areal  på södra vången. Efter det att gränserna blivit utstakade markerades de med fasta pålar längs sidorna  och stenar vid ändpunkterna.
Enskiftet av Hemmesdynge by fastställdes den 1 mars 1816.